# Алле, Поль
Поль Алле (фр. Paul Hallez; 10 сентября 1846, Лилль — 2 ноября 1938, Лилль) — французский зоолог.

## Биография
С 1864 года изучал зоологию в университете Лилля, в 1878 году защитил там же диссертацию, посвящённую ресничным червям (фр. Contribution à l'histoire naturelle des Turbellariés). В дальнейшем преподавал там же, до 1906 года профессор зоологии, до 1919 года профессор сравнительной анатомии и эмбриологии. 
Кроме того, Алле устроил в Портеле (близ Булонь-сюр-Мер) морскую зоологическую лабораторию, при которой имелись химические, фотографические и другие кабинеты, а также жилые помещения для работающих на станции.
Следующие виды животных названы в честь учёного: Timea hallezi (Topsent, 1891), Procerastea halleziana (Malaquin, 1893), Scaptognathus hallezi (Trouessart, 1894), Obrimoposthia hallezi (Böhmig, 1908).

## Труды
Из многочисленных работ Алле, касающихся, преимущественно, сравнительной морфологии и эмбриологии, выделяются следующие:
- «Observations sur le Prostomum lineare» («Arch. zool. exp.», II);
- «Note sur le développement de l’Anguillula aceti» («Rev. Sc. nat. Montpellier», V);
- «Contributions а l’histoire naturelle des Turbellariés» (с 11 табл., Лиль, 1879);
- «Recherches sur l’Embryogénie et sur les conditions du développement de quelques Nématodes» («Mem. Soc. Sc. Lille», XV);
- «Embryogénie des Dendrocoeles d’eau douce» («Mém. Soc. Sc. Lille», XVI);
- «Morphogénie générale et affinités des Turbellariés. Introduction а une embryologie comparée de ces animaux» («Trav. et Thèm. des Facult. de Lille», II).